# Ібраєво (Кігинський район)
Ібра́єво (башк. Ибрай; рос. Ибраево) — село у складі Кігинського району Башкортостану, Росія. Адміністративний центр Ібраєвської сільської ради.
Населення — 471 особа (2010; 464 в 2002).
Національний склад:
- башкири — 96 %